# Věchnov
Věchnov (německy Wiechnow) je obec v okrese Žďár nad Sázavou v Kraji Vysočina. Žije zde 332 obyvatel.

## Název
Název vesnice byl odvozen od osobního jména Věchna nebo Věchen, což byly odvozeniny jména Věch, domácké podoby některého jména začínajícího na Viec- (např. Viecemil, Vieceměr). Význam místního jména byl "Věchnův majetek".

## Historie
První písemná zmínka o obci pochází z roku 1325.

## Obyvatelstvo
| Rok            | 1869 | 1880 | 1890 | 1900 | 1910 | 1921 | 1930 | 1950 | 1961 | 1970 | 1980 | 1991 | 2001 | 2011 | 2021 |
| -------------- | ---- | ---- | ---- | ---- | ---- | ---- | ---- | ---- | ---- | ---- | ---- | ---- | ---- | ---- | ---- |
| Počet obyvatel | 499  | 481  | 463  | 451  | 457  | 411  | 377  | 329  | 339  | 321  | 314  | 335  | 310  | 321  | 311  |
| Počet domů     | 70   | 70   | 73   | 73   | 71   | 69   | 78   | 85   | 77   | 83   | 91   | 105  | 106  | 112  | 118  |

## Obecní správa
V letech 1869–1980 Věchnov byl obcí v okrese Nové Město na Moravě (1869–1930) (v letech 1869–1900 Nové Město), poté v okrese Bystřice nad Pernštejnem (1950) a později v okrese Žďár nad Sázavou. Od 1. července 1980 do 31. prosince 1991 patřil jako část města k Bystřici nad Pernštejnem a od 1. ledna 1992 je opět samostatnou obcí.

### Obecní symboly
Znak a vlajka byly obci uděleny rozhodnutím předsedy Poslanecké sněmovny Parlamentu České republiky dne 9. října 2007.

## Pamětihodnosti
- Kaple svatého Antonína – vystavěna v roce 1956, kdy nahradila původní kapličku

## Školství
- Mateřská škola Věchnov